# أوفينسف سكيورتي
أوفينسف سكيورتي حاليا أوف سيك (بالإنجليزية: OffSec)‏ هي شركة دولية أمريكية تعمل في أمن المعلومات. تعمل الشركة منذ عام 2007. أنشأت الشركة العديد من المشاريع مفتوحة المصدر، وتقدم ايضاً دورات متقدمة في مجال الامن المعلوماتي، وأنشأت قاعدة بيانات للثغرات تسمي (ExploitDB)، و توزيعه لينكس المسماه بالكالي لينكس. مؤسس الشركة هو ماتي أهاروني، وتوظف الشركة متخصصين في الأمن ذوي خبرة في اختبار الاختراق الأمني وتقييم أمن الأنظمة. وقد قدمت الشركة استشارات وتدريبات أمنية للعديد من شركات التكنولوجيا.
كما تقدم أوف سيك أيضًا دورات تدريبية وشهادات في مجال الأمن السيبراني، مثل شهادة محترف معتمد في الأمن الهجومي (OSCP).

## التاريخ
ماتي أهاروني أسّس شركة OffSec بالتعاون مع زوجته إيريس حوالي عام 2006، لتتحول لاحقًا في عام 2008 إلى كيان رسمي تحت اسم OffSec LLC. وعلى مدار السنوات، تطورت الشركة لتصبح من أبرز الأسماء في مجال التدريب على الأمن السيبراني واختبار الاختراق.
في عام 2019، حصلت الشركة على أول استثمار لها من شركة Spectrum Equity، وهي خطوة تزامنت مع تعيين نينغ وانغ رئيسة تنفيذية جديدة، خلفًا لـ جو شتاينباخ الذي أدار الشركة لمدة أربع سنوات من مقرها في الفلبين.
يلعب جيم أوغورمان، كبير مسؤولي الاستراتيجية في الشركة، دورًا محوريًا في تقديم الدورات التدريبية وكتابة الكتب المتخصصة في المجال. وتضم قاعدة عملاء الشركة مؤسسات بارزة مثل سيسكو، ويلز فارجو، بوز ألن هاملتون، إلى جانب جهات حكومية أمريكية مرتبطة بمجال الدفاع. كما تشارك OffSec بانتظام في تقديم دورات تدريبية خلال مؤتمر Black Hat السنوي، الذي يُعد من أبرز الفعاليات العالمية في عالم القرصنة الأخلاقية والأمن الرقمي.
في عام 2019، كتب الصحفي ج.م. بوروب في موقع CSO Online أن شهادة محترف معتمد في الأمن الهجومي (OSCP) باتت تُعد من أكثر شهادات الأمن السيبراني احترامًا وشهرة في السنوات الأخيرة، مشيرًا إلى سمعتها باعتبارها من أصعب الشهادات في المجال. ويعود ذلك إلى طبيعة الاختبار النهائي، الذي يُطلب فيه من المتقدّم اختراق شبكة اختبار خلال امتحان يمتد لـ 24 ساعة كاملة، ما يتطلب مهارات عملية عالية وصبرًا شديدًا.
كما تناول بروب في مقاله بعض الاتهامات المتعلقة بالغش في الامتحان، مستعرضًا ردود شركة أوف سيك على هذه الادعاءات. وفي ختام تحليله، أشار إلى أن الاعتماد على الشهادات وحدها في توظيف مختصي الأمن السيبراني يُعد خطأً، مؤكدًا أن مهارات المتقدّمين يجب أن يتم التحقق منها عمليًا، وليس فقط عبر ما تحمله سيرهم الذاتية من اعتمادات.

## المشاريع
إلى جانب خدماتها التدريبية والأمنية، أسست شركة أوف سيك عددًا من المشاريع مفتوحة المصدر، وقواعد بيانات للاستغلالات، وأدوات تعليمية في مجال أمن المعلومات، كان لها أثر واسع في مجتمع الاختراق الأخلاقي.

### كالي لينكس
تُعرف أوف سيك على نطاق واسع بأنها الجهة المطوّرة لتوزيعة كالي لينكس، وهي توزيعة مبنية على نظام دبيان، جاءت امتدادًا لتوزيعة باك تراك التي سبقتها. صُمم هذا النظام لتلبية احتياجات مختصي أمن المعلومات، خاصة في مجالي اختبار الاختراق والتحقيقات الجنائية الرقمية. كما طوّرت أوف سيك إصدارًا خاصًا من التوزيعة باسم كالي نت هانتر، مخصصًا للعمل على معمارية آرم وأجهزة الأندرويد.
يتضمن كالي أكثر من 600 أداة أمنية، وقد حظي إصدارها الثاني (2.0) بتغطية إعلامية واسعة في المنصات الرقمية. كما توفّر أوف سيك كتابًا تعليميًا بعنوان (Kali Linux Revealed)، متاحًا للتحميل المجاني بنسخته الأولى، بهدف تسهيل الوصول إلى المعرفة التقنية. وقد ألهمت التوزيعة العديد من المستخدمين والموظفين للسير في مسارات مهنية بمجال الهندسة الاجتماعية. وفي عام 2019، وصفت منصة Cyberpunk توزيعة كالي بأنها "أفضل توزيعة لاختبار الاختراق"، مشيرة إلى أنها كانت تُعرف سابقًا باسم باك تراك.

### باك تراك
قبل كالي، كانت باك تراك هي التوزيعة الأشهر في مجال أمن المعلومات. وقد طُوّرت كمنصة مفتوحة المصدر تحت رخصة جنو العمومية، بمساهمات من مبرمجين حول العالم، وبتمويل وتنسيق من أوف سيك. بدأت التوزيعة بأسماء مثل Whoppix، وIWHAX، وAuditor، وكانت مصممة خصيصًا لعدم ترك أي أثر بعد الاستخدام. نالت باك تراك شهرة واسعة بين خبراء الأمن السيبراني، وكانت من التوزيعات الأساسية في هذا المجال قبل أن يحل محلها كالي.

### إكسبلويت دي بي
تُعد إكسبلويت دي بي (ExploitDB) من أبرز قواعد البيانات المفتوحة التي تجمع الثغرات المعروفة والاستغلالات المنشورة من قِبل مجتمع أمن المعلومات. تتيح القاعدة لمختبري الاختراق تبادل المعرفة واختبار المشاريع الصغيرة من خلال الاطلاع على الأمثلة العملية إثبات المفهوم.
وفقًا للكاتب رفاي بلوش في كتابه (Ethical Hacking and Penetration Testing Guide)، تحتوي إكسبلويت دي بي على أكثر من 20,000 استغلال، وكانت مضمنة بشكل افتراضي ضمن باك تراك. كما أشار ريك ميسييه في (CEH v10 Study Guide) إلى أنها مورد رائع، ومتوفرة افتراضيًا في كالي، أو يمكن إضافتها لتوزيعات أخرى.

### ميتاسبلويت آن ليشد
ميتاسبلويت آن ليشد هو مشروع خيري أطلقته أوف سيك دعمًا لمبادرة قراصنة من أجل الأعمال الخيرية، التي أسسها جوني لونج. يهدف المشروع إلى تعليم استخدام منصة ميتاسبلويت للمبتدئين في مجال اختبار الاختراق، ويُعد موردًا هامًا لمن يسعى لبدء مسيرته المهنية في الأمن السيبراني.

### جوجل هاكينك داتا بيز
قاعدة بيانات Google Hacking Database، التي أنشأها أيضًا جوني لونج، تُستضاف حاليًا من قبل أوف سيك كجزء من مبادرات قراصنة من أجل الأعمال الخيرية. تُستخدم القاعدة لمساعدة مختصي الأمن في معرفة ما إذا كانت التطبيقات أو المواقع معرضة للاختراق، من خلال استخدام محركات البحث مثل جوجل لاكتشاف معلومات حساسة تم تسريبها، مثل أسماء المستخدمين وكلمات المرور.
هذه المشاريع تعكس التزام أوف سيك ليس فقط بالتدريب والشهادات، وإنما أيضًا بنشر المعرفة وتطوير أدوات عملية تُسهم في رفع كفاءة المجتمع الأمني العالمي.

## روابط خارجية
- الموقع الرسمي للأمن الهجومي
- موقع كالي لينكس الرسمي
- الهجومي الأمن الهجومي على غيت هاب